# Comtat de Vlorë
El comtat de Vlorë (en albanès Qarku i Vlorës) és un dels dotze comtats d'Albània que inclou els districtes de Delvinë, Sarandë i Vlorë. La seva capital és Vlorë. Tenia una població total de 146.681 persones el 2023.
Vlorë és geogràficament un comtat molt muntanyós. El comtat s'estén al llarg del mar Adriàtic i especialment del mar Jònic, formant la Riviera albanesa . El comtat té una línia de costa de 244 quilometres. Les costes de l'oest poden ser molt escarpades i rocoses amb vistes panoràmiques verdes i altes muntanyes a l'interior, incloses les muntanyes de Ceraunia. El punt natural més alt és Çikë, amb 2,044 metres. El nord-oest del comtat es troba majoritàriament a la península de Karaburun, amb un relleu rugós, penya-segats escarpats, badies i platges rocoses.

## Història
Durant l'antiguitat romana, la ciutat de Vlorë, la capital homònima del comtat, era coneguda com Auló ( grec antic: Αυλών , llatí: Aulona, que significa canal o glen en grec, i possiblement una traducció d'un altre nom indígena). La ciutat va ser esmentada per primera vegada per Ptolemeu (segle ii) entre les ciutats dels Taulantii il·lírics.
La zona costanera de Vlorë era un d'aquells jaciments il·lírics que havien experimentat una activitat preurbana a partir dels segles XI-X aC. A l'antiguitat clàssica, la badia de Vlorë constituïa el límit meridional de la costa il·líria. La zona costanera de la badia va ser poblada per colons grecs antics, que tradicionalment van fundar Oricum, Thronion i Auló. Aquesta darrera ciutat, però, data de l'època romana. però una gran ciutat portuària fortificada que va estar habitada des del segle vi aC fins al segle ii es troba, ara parcialment submergida, a Triport, al nord-oest de l'actual Vlorë.    Il·liris es van trobar a l'interior de la badia. Les muntanyes de Ceraunia representaven una frontera natural entre Il·líria i Epir. La zona al sud de les muntanyes estava habitada per la tribu epirota dels caonians. A la costa d'Epirote, els antics grecs van desenvolupar la ciutat de Sarandë, a la qual es referien com Onchesmos (o Anquiasmos). Onchesmos va florir com el port de la capital caònica de Phoenice (l'actual Finiq). Un altre assentament caònic va ser Quimera, identificat amb Himarë,
A l'edat mitjana, la regió formava part de l'Imperi Romà d'Orient, mentre que durant la invasió eslava hi ha proves que el domini romà es va mantenir a la zona.
El 1204 la regió va passar a formar part del Despotat de l'Epir, però més tard va tornar a l'Imperi Romà d'Orient. El 1335 les tribus albaneses estaven en possessió de la zona entre Berat i la badia de Vlorë, mentre que el 1345 després de la invasió sèrbia es va formar un principat independent a Vlorë.
A mitjans del segle xiv l'aristocràtica família Delvina va governar Delvinë, i el 1354 Mehmet Ali Pasha Delvina va ser testimoniat com a propietari del castell i de la ciutat.
L'Imperi Otomà va capturar la regió el 1417, mentre que el 1432, els rebels albanesos van alliberar Vlorë i van expulsar els otomans de la zona. Com a part de l'Imperi Otomà, la regió es va convertir en un centre sanjak a Rumelia Eyalet sota el nom d' Avlonya .
El 28 de novembre de 1912, Ismail Kemal va declarar el Despertar Nacional Albanès a Vlorë, durant la Primera Guerra dels Balcans. La regió es va convertir en la primera regió alliberada d'Albània després de la seva independència, però va ser envaïda per Itàlia el desembre de 1915, durant la Primera Guerra Mundial . La regió va romandre ocupada per les forces italianes fins que una rebel·lió albanesa va forçar els italians a sortir d'Albània el 1920. Itàlia va tornar a envair Vlorë el 1939. La regió va romandre sota ocupació italiana fins que Itàlia es va rendir als aliats el 1943. Posteriorment, l'Alemanya nazi va ocupar la regió fins al 1944. La ciutat va ser alliberada el 1944 per les forces comunistes sota el comandament d'Enver Hoxha.
Durant la Segona Guerra Mundial, l'illa de Sazan es va convertir en el lloc d'una base submarina alemanya i italiana i d'instal·lacions navals; aquestes instal·lacions van ser fortament bombardejades pels aliats.
Després de la Segona Guerra Mundial, amb Albània governada per un Partit Comunista, el port va ser llogat a la Unió Soviètica per utilitzar-lo com a base submarina. Durant els anys 1960 i 1961 va servir de teatre després de la decisió d'Enver Hoxha de denunciar les reformes de Nikita Khrusxov . L'abril de 1961, la Unió Soviètica, resentida de ser expulsada després d'una inversió considerable en les instal·lacions navals de la base de Pasha Liman, va amenaçar amb ocupar la regió amb tropes soviètiques i tallar tota l'ajuda econòmica, militar i tècnica soviètica a Albània.